# Середньоуранський
Середньоура́нський (рос. Среднеуранский) — селище у складі Новосергієвського району Оренбурзької області, Росія.

## Населення
Населення — 815 осіб (2010; 845 у 2002).
Національний склад (станом на 2002 рік):
- росіяни — 64 %